# Вила Пасквалоне (Терамо)
Вила Пасквалоне (итал. Villa Pasqualone) је насеље у Италији у округу Терамо, региону Абруцо.
Према процени из 2011. у насељу је живело 14 становника. Насеље се налази на надморској висини од 299 м.